# 玛利亚·伊格尔
玛丽亚·伊格尔（英語：Maria Eagle；1961年2月17日—）是一位英国政治人物，工党党员。现任下院加斯頓和黑爾伍德选区议员。曾任影子内阁多个要职。
伊格尔亦曾任多个政府初级大臣职务：司法部、女性和平权办公室、就業及退休保障部、教育部和北爱尔兰事务部。
前影子首席大臣安杰拉·伊格尔为其同卵双胞胎姐姐。她们是英国首对双胞胎议员姐妹。

## 出版物
- High Time or High Tide for Labour Women? （页面存档备份，存于） by Maria Eagle and Joni Lovenduski, 1998, Fabian Society Books, ISBN 0-7163-0585-2, OCLC 39267019